# Нюкши
Ню́кши (латыш. Ņukši; ранее также Нукши, латыш. Nukši) — населённый пункт в Лудзенском крае Латвии. Административный центр Нюкшинской волости. Находится на левом берегу реки Иснауда около озера Пилдас. Рядом с селом проходит региональная автодорога  P49 (Карсава — Лудза — Эзерниеки). Расстояние до города Лудза составляет около 11 км.
По данным на 2017 год, в населённом пункте проживало 200 человек. Есть волостная  администрация, народный дом, библиотека, фельдшерско-акушерский пункт, почтовое отделение, магазин и католическая церковь.

## История
Ранее в селе находилось поместье Нукши.
В советское время населённый пункт был центром Нукшского сельсовета Лудзенского района. В селе располагалась центральная усадьба колхоза им. Калинина.